# Aloysia von Eichendorff

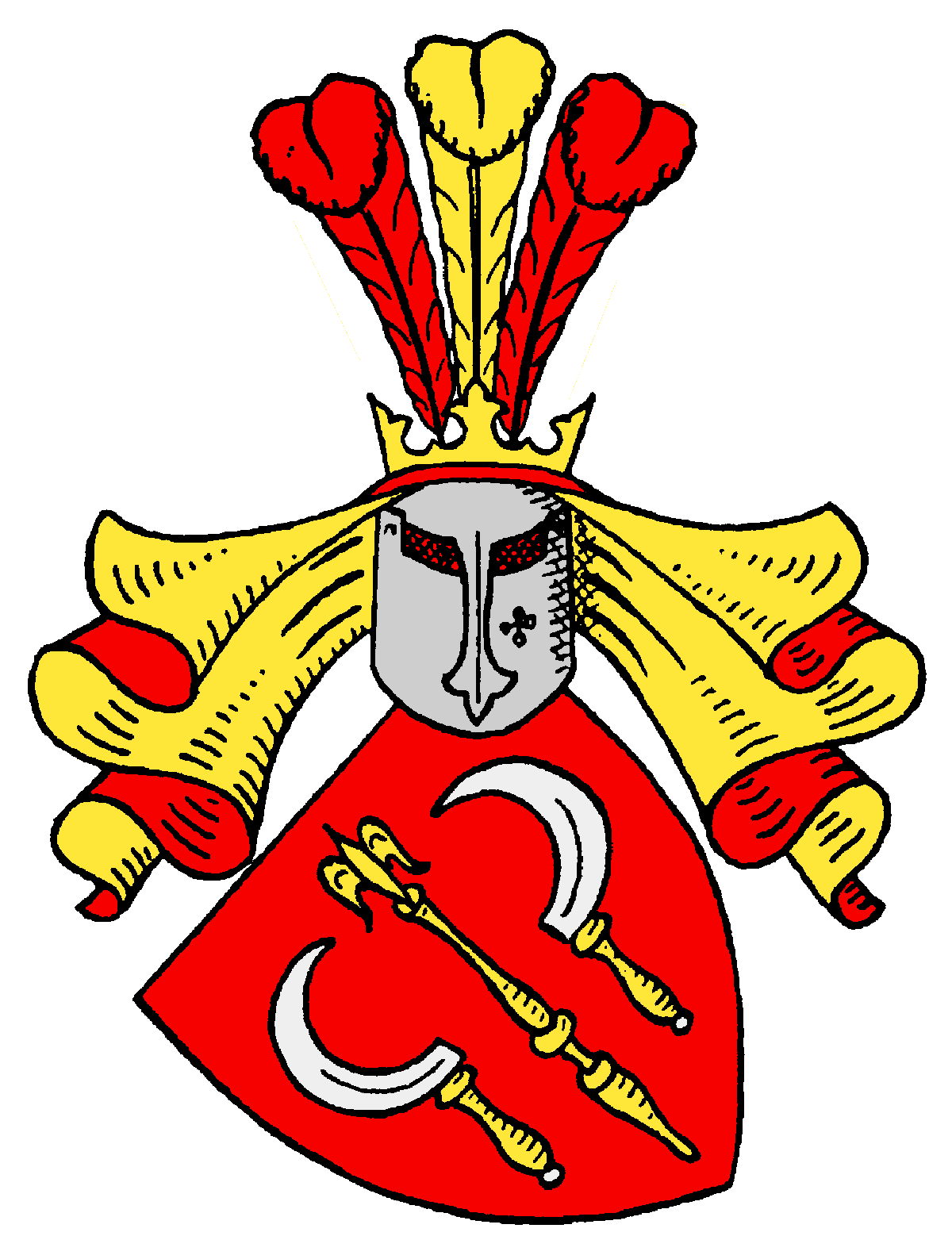
Stammwappen derer von Larisch

Aloysia Anna Viktoria Freifrau von Eichendorff, Geburtsname Freiin von Larisch, auch: Loiska, poetisch: Luise, Liebchen (* 18. Juli 1792 in Niewiadom, Herzogtum Ratibor; † 3. Dezember 1855 in Neisse, Landkreis Neisse) war eine preußische Adelige sowie Ehefrau des Dichterjuristen Joseph von Eichendorff.

## Leben

### Herkunft und Jugend
Das katholische Adelsgeschlecht der Freiherren von Larisch war in Böhmen, Mähren und Schlesien ansässig. Aloysias Großvater Johann Joseph von Larisch stammte aus Militsch (Kreis Cosel) und ließ sich in Niewiadom nieder. Der Vater Johann Nepomuk von Larisch wurde am 9. Juni 1771 in Niewiadom geboren und heiratete 1789 Helene von Czentner und Czententhal (auch Centner von Cententhal). Aloysia Anna Viktoria von Larisch wurde am 18. Juli 1792 in Niewiadom als dessen zweites Kind geboren und einige Tage danach in der Pfarrkirche in Rybnik getauft. Im Jahr 1795 verkaufte der Vater das Gut in Niewiadom und kaufte das Rittergut samt Schloss Pogrzebin. Zuerst erhielt sie Hausunterricht von dem Haushofmeister Anton Czogalla, dann brachten sie die Eltern zur Ausbildung in ein Mädchenpensionat der Magdalenerinnen in Neisse.
In den Sommerferien 1809 erfolgte die Verlobung der siebzehnjährigen Aloysia mit Joseph von Eichendorff. Während seiner Ausbildungsphase schrieb Joseph aus Berlin und Wien an ‚Luise‘, ‚mein Liebchen‘ mehrere Briefe und widmete ihr einige Gedichte. Bekannt sind zwei Gedichte, die Luise für Joseph dichtete. Auf sein Gedicht Das Flügelross antwortete sie mit Volksliedstrophen wie folgt:
Wohl wird es oft so öde

Im Walde wie im Haus,

Doch bin ich noch zu blöde,

Ich kann nicht mit hinaus!

Dank für des Sitzes Teilen,

Auf buntbeschwingtem Ross!

Ach, ich muss hier nicht weilen

Im Keller und im Schloss!

Denn will ich von den Stufen

Mich schwingen auf dein Pferd,

Da treibt der Mutter Rufen

Mich mahnend an den Herd.

Rasch muss ich da erbeben:

Dein Ross bei diesem Ton

Und all das süße Leben

Flieht schüchtern mir davon.

So muss ich denn noch zagen;

Doch bin ich dir vereint,

Da mag das Ross mich tragen

So weit der Himmel scheint.
Augustin Bogislaus Weltzel: Geschichte des edlen und freiherrlichen Geschlechts von Eichendorff. Selbstverlag, Ratibor 1876, S. 29–30.
Im April 1813 verließ Joseph Wien als Dichterjurist. Nachfolgend trat er dem Lützowschen Freikorps bei und nahm bis 1815 an den Befreiungskriegen gegen Napoleon teil. Ihre Furcht um das Leben Josephs brachte Luise wie folgt zum Ausdruck:
Nicht umsonst schlugst du, o Herz;

Unfern war der bitt’re Schmerz.

Fort mit seinem letzten Blick

War mein ganzes irdisch Glück.

Krieg, so schallt’s von Weitem her

Durch das Land und über’s Meer

Und für’s Vaterland zum Streit

Eilt mein Liebster schon bereit.

Gott der Liebe, der mich schuf,

Höre einer Armen Ruf,

Die im heißesten Gebet

Auf zu dir um Rettung fleht.
Augustin Bogislaus Weltzel: Geschichte des edlen und freiherrlichen Geschlechts von Eichendorff. Selbstverlag, Ratibor 1876, S. 30–31.
Die Verlobten heirateten am 7. April 1815 in der St.-Vinzenz-Kirche in Breslau. Im Anschluss zog das Ehepaar nach Berlin, wo sie bei Friedrich Karl von Savigny und dessen Ehefrau Gunda, der Schwester von Clemens Brentano, wohnten. Beim erneuten Ausbruch des Krieges nahm Joseph an der Verfolgung der bei Waterloo geschlagenen französischen Armee teil und kehrte erst 1816 zu Luise nach Berlin zurück.

### Familienleben

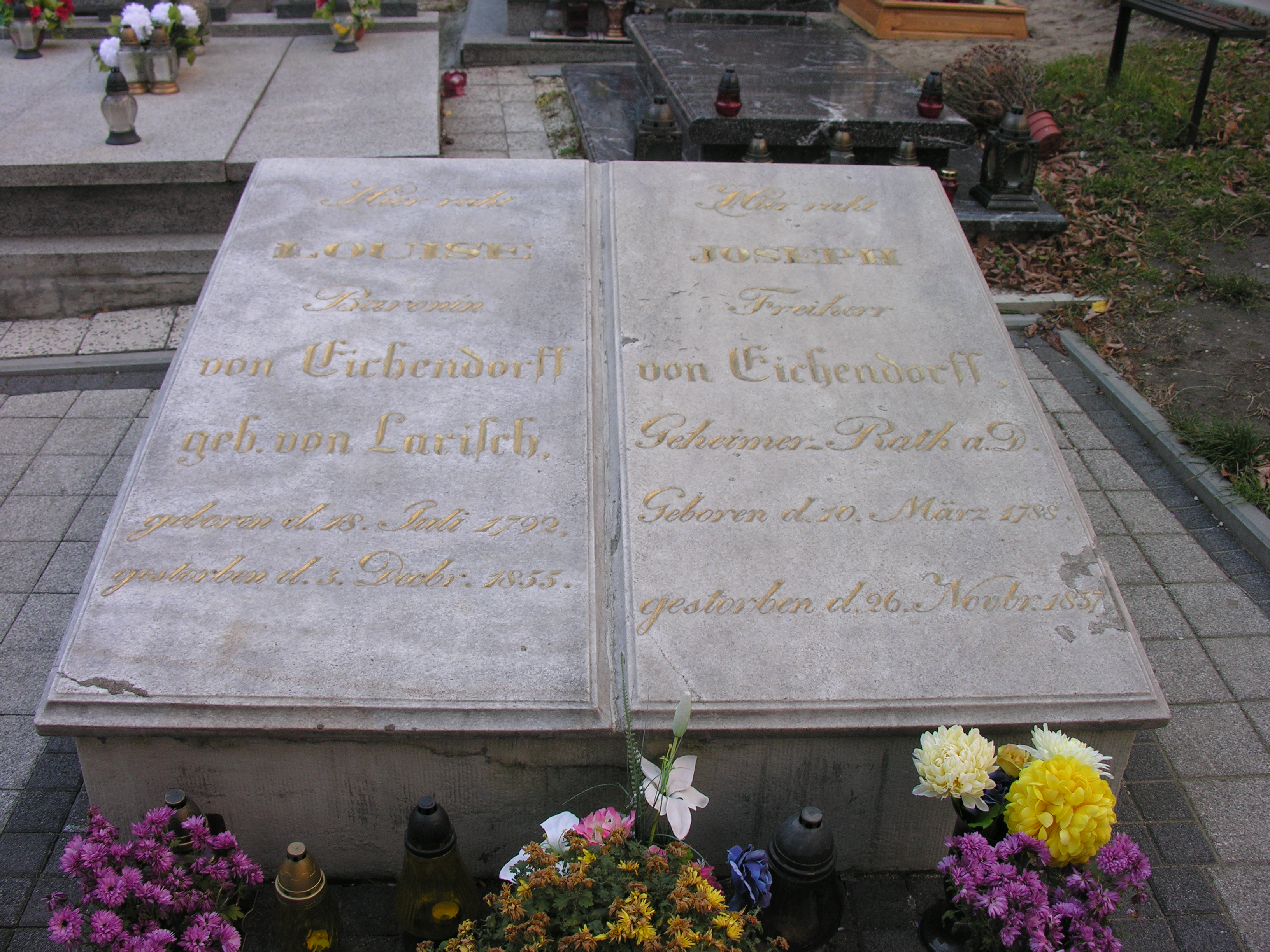
Das Eichendorff Grab auf dem Jerusalemer Friedhof

Am 30. August 1815 gebar Luise in Berlin, in Abwesenheit des Ehemanns, ihren ersten Sohn Hermann. Bis 1830 folgten vier weitere Kinder:
- Marie Therese Alexandrine (1817–1894)
- Rudolf Joseph Julius (1819–1891)
- Agnes Clara (1821–1822)
- Anna Hedwig Josephine (1830–1832)

Zwei ihrer  Töchter sind 1822 und 1832 im Kindesalter verstorben – die Trauer der Eltern nach dem Verlust der Töchter brachte der Dichter im Jahr 1832 in dem Liederzyklus Auf meines Kindes Tod zum Ausdruck.
Ab 1816 war Joseph als Referendar am Regierungspräsidium in Breslau angestellt. Es war damals in Preußen üblich, die Beamten in der Referendarzeit einige Jahre unbesoldet zu beschäftigen. Im November 1819 wurde er zum Regierungsassessor ernannt. Am 20. Dezember 1820 wurde Joseph zum katholischen Konsistorial- und Schulrat für West- und Ostpreußen in Danzig berufen und bezog erstmals ab Januar 1821 ein Einstiegsjahresgehalt von 1200 Reichstaler. Die Familie wohnte in Silberhammer bei Danzig-Langfuhr, dann in der Brotbänkengasse am Brotbänkentor sowie in der Langgasse. Im April 1824 sind die Provinzen West- und Ostpreußen zur Provinz Ostpreußen zusammengelegt worden und Joseph wurde von Danzig nach Königsberg als Oberpräsidialrat mit einem Jahresgehalt von 1600 Reichstaler versetzt. Joseph von Eichendorff wohnte zuerst im Königsberger Schloss, danach mit der Familie in einem Bürgerhaus in der Stadtmitte. Die Familie verbrachte die Sommermonate 1828 bei Luises Eltern auf dem Schloss Pogrzebin, mit einem Ausflug ins Riesengebirge. Ein Jahr später verkaufte der Vater das Gut Pogrzebin und Aloysias Eltern lebten bis zum Lebensende in Ratibor. Im Jahr 1831 wurde Joseph als Geheimer Regierungsrat in das Kultus- und Außenministerium nach Berlin versetzt.
Am 2. Juli 1837 heiratete die Tochter Marie Therese von Eichendorff in Sedlnitz den Major der preußischen Armee Ludwig Besserer von Dahlfingen (1809–1858).
Nach dem Eintritt Josephs zum 1. Juli 1844 in Ruhestand lebten die Eheleute gemeinsam mit der Familie der Tochter Marie Therese in Danzig. Im Spätsommer 1846 reiste Luise mit Joseph gemeinsam mit der Tochter und Enkeln Otto und Max aus Danzig nach Wien. Seit Anfang Mai bis Frühsommer 1847 wohnten sie bei Josephs Schwester Luise von Eichendorff in Baden bei Wien.
Im Jahr 1847 wurde der Schwiegersohn Ludwig von Besserer-Dahlfingen von Danzig als Lehrer des Kadettenkorps nach Berlin versetzt – die Großfamilie bezog eine Wohnung im Kadettenhaus in der Friedrichstraße. Während der Deutschen Revolution 1848–1849 flüchteten die Eichendorffs zuerst nach Dresden, nach dem Dresdner Maiaufstand nach Meißen und im Jahr 1849 zur Tochter nach Köthen.
Die Sommermonate 1851 verbrachten Luise und Joseph Eichendorffs in Sedlnitz. Am 10. August 1854 erwarb die Tochter von dem Major Nicolaus von Holly-Ponientzietz, einem Anverwandten Luises väterlicherseits, für 4100 Taler ein Haus in Köthen und die Großfamilie zog im Mai 1855 dorthin um.
Anfang 1855 erkrankte Luise an einem Leberleiden. Der vorherige Aufenthalt in Köthen brachte keine wesentliche Besserung, die Kur in Karlsbad von 4. Juni bis 15. Juli zeigte nur kurzfristig Erfolge. Der Schwiegersohn Ludwig Besserer von Dahlfingen wurde als Direktor der Divisionsschule nach Neisse versetzt. Als sich der Gesundheitszustand Luises weiter verschlimmerte, zog sie am 14. November mit Joseph aus Berlin zu der Tochter nach Neisse, wo sie am 3. Dezember 1855 verstarb. Die Bestattung fand auf dem Jerusalemer Friedhof statt.

### Gedichte für und über ‚Luise‘ (Auswahl)
- 1810: An die Entfernte
- 1810: Intermezzo
- 1812: Zum Abschied. An L.
- 1812: Das Flügelross (online)
- 1813: Abschiedstafel
- 1814: Der Friedensbote
- 1814: Abschied und Wiedersehen
- 1815: Klage
- 1816: An Luise (online)
- 1837: Der Poet
- 1826: Trennung (online)
- Sinngedichte